# Mutter, Mutter, wie weit darf ich gehen?
Mutter, Mutter, wie weit darf ich gehen? ist ein altes Kinderspiel. Als typisches Straßenspiel wurde es von Kindern in der Nachbarschaft selbst organisiert und in Höfen, auf Grünflächen oder auf der Straße gespielt. Es findet sich heute wieder in Anleitungen zu Kinderspielen im Freien für die Altersgruppe von 5 bis 10 Jahren beschrieben.

## Verlauf
Die Kindergruppe von 5 bis 10 Kindern bestimmt ein Kind als die Mutter. In Rufabstand werden einander gegenüber zwei Linien mit Kreide gezogen oder in anderer Weise markiert. Die Mutter steht hinter der einen Linie, alle andere Kinder ihr gegenüber hinter der anderen. Ziel des Spiels ist es, als Erster die Linie der Mutter zu erreichen. Dieses Kind darf dann im nächsten Durchlauf die Position der Mutter übernehmen. 
Ein Kind nach dem anderen ruft: „Mutter, Mutter, wie weit darf ich gehen?“ Die Mutter kann nun nach eigenem Gusto bestimmen: „drei Schritte“, „keinen“ oder „fünf Schritte“. Dies kann sie auch in weiteren Feinheiten rufen, wie z. B.: „einen großen Schritt“, „zwei kleine Schritte“ oder „vier Trippelschritte“ oder „einen Riesenschritt vorwärts, einen Mäuseschritt rückwärts“. Bevor das Kind das ausführen darf, muss es noch einmal fragen: „Darf ich?“ Worauf die Mutter mit „ja“ oder „nein“ antworten kann. Vergisst ein Kind, diese Frage zu stellen, so muss es zurückgehen. Es bedarf einer kleinen Anzahl von Durchgängen, bis ein Kind die Ziellinie erreicht. Dazwischen bleiben die Kinder jeweils an der erreichten Position stehen. Die Aussicht auf den ersten Platz kann sich dabei immer wieder verändern.

## Varianten
Als Varianten in der Bezeichnung des Spiels finden sich: Mutter, Mutter, wie weit darf ich reisen? Kaiser, Kaiser, (oder König oder Vater), wie weit darf ich gehen/reisen? oder … wieviel Schritte darf ich gehen? … wieviel Schritte schenkst du mir, gibst du mir?
In neueren – im pädagogischen Kontext beschriebenen – Spielvarianten taucht die Zuspitzung, dass das Kind noch einmal fragen muss, ob es auch wirklich gehen darf, meist nicht mehr auf. Anstelle der Angabe der Schritte findet sich die Variante, dass die Mutter einen Ort nennt und das Kind soviel Schritte gehen darf, wie der Ort Silben hat, also Ba-sel oder Bux-te-hu-de.

## Bedeutung
Auffällig an diesem Spiel ist die absolute Macht der Mutter, mit der die Kinder hier spielerisch umgehen, denn sie allein bestimmt, wer gewinnt. Ausgeglichen wird diese Machtposition dadurch, dass (idealiter) jedes Kind einmal diese Rolle einnehmen kann. Als selbst organisiertes Kinderspiel verlangt dies eine soziale Kompetenz der Kindergruppe, die z. B. durch ein etwas unterschiedliches Alter der Kinder weiter tradiert werden kann. 
Dem Spiel wohnt somit zum einen der Aspekt inne, dass Kinder im Spiel ihre alltäglichen Erfahrungen (hier die als absolut erlebte Macht der Mutter oder einer anderen Bezugsperson) verarbeiten und es kann zum anderen als ein Beispiel performativer Kinderkultur verstanden werden: Die Kindergruppe muss vieles untereinander regulieren, aushalten und aushandeln können, damit das Spiel „gelingt“, so etwa, dass kein Kind zu sehr benachteiligt wird, indem es z. B. nie oder zu selten gewinnt, dass ein Kind ein anderes besonders bevorzugt und ein anderes benachteiligt, dass Freundschaften und Feindschaften ausgelebt werden, dass alle sich an die vereinbarten Regeln halten oder dass es genügend Kinder gibt, die das durchsetzen. Die Mutter muss die jeweilige Frustrationstoleranz der anderen einschätzen können, damit nicht ein überfordertes Kind beleidigt aus dem Spiel aussteigt, und sie  muss jeweils das richtige Timing finden, damit es nicht zu lange dauert oder zu schnell geht, bis das erste Kind an der Ziellinie angekommen ist.